# Општина Горња Радгона
Општина Горња Радгона (словен. Gornja Radgona) је једна од општина Помурске регије у држави Словенији. Седиште општине је истоимени градић Горња Радгона.

## Природне одлике
Рељеф: Општина Горња Радгона налази се у североисточном делу Словеније, у словеначком делу Штајерске. Северна граница општине је и државна граница према Аустрији. Већи део подручја општине припада области источних Словенских Горица, брдском крају познатом по виноградарству и справљању вина. Мањи, источни налази се у долини реке Муре.
Клима: У општини влада умерено континентална клима.
Воде: Најзначајнији водоток у општини је река Мура, која је истовремено и граница према Аустрији. Остали водотоци су мали и њене су притоке.

## Становништво
Општина Горња Радгона је густо насељена.

## Насеља општине
| - Аженски Врх - Горња Радгона - Горњи Ивањци - Загајски Врх - Збиговци - Ивањски Врх - Ивањшевци об Шчавници - Ивањшевски Врх | - Кунова - Ластомерци - Локавци - Ломаноше - Меле - Негова - Норички Врх - Очеславци | - Ореховци - Ореховски Врх - Плитвички Врх - Подград - Полице - Птујска Цеста - Радвенци - Родмошци | - Сподња Шчавница - Сподњи Ивањци - Ставешинци - Ставешински Врх - Херцеговшчак - Чрешњевци |  |

## Додатно погледати
- Горња Радгона